# Uloborus pinnipes
Uloborus pinnipes är en spindelart som beskrevs av Tord Tamerlan Teodor Thorell 1877. Uloborus pinnipes ingår i släktet Uloborus och familjen krusnätsspindlar.
Artens utbredningsområde är Sulawesi. Inga underarter finns listade i Catalogue of Life.